# خوزه لوئیس آلونسو د سانتوس
خوزه لوئیس آلونسو د سانتوس (اسپانیایی: José Luis Alonso de Santos‎) یک نمایش‌نامه‌نویس اهل اسپانیا است.
او بابت مشارکت‌ها و خدماتش به تئاتر اسپانیا در سال ۱۹۸۶ میلادی برندهٔ جایزه ملی تئاتر شد.